# Turkish Airlines Open
Le Turkish Airlines Open est un tournoi de golf du Tour européen PGA, joué chaque année en Turquie depuis 2013. En 2013 et 2014, ce fut l'avant dernier tournoi final des Final Series du Tour Européen. Il se joue sur le parcours Montgomerie Maxx Royal, à Belek, Antalya.

## Rolex Series
Avant le début de la saison 2017, le Tour Européen annonce que le tournoi est incorporé aux Rolex Series nouvellement crée. Ce nouveau label regroupe plusieurs tournois doté au minimum de 7 millions d'Euros chacun.

## Palmarès
| Année                                                                        | Vainqueur             | Score                 |
| Turkish Airlines Open                                                        | Turkish Airlines Open | Turkish Airlines Open |
| ---------------------------------------------------------------------------- | --------------------- | --------------------- |
| 2025                                                                         | Martin Couvra         | 267 (-17)             |
| 2019                                                                         | Tyrrell Hatton        | 264 (-20)             |
| 2018                                                                         | Justin Rose           | 267 (-17)             |
| 2017                                                                         | Justin Rose           | 266 (-18)             |
| 2016                                                                         | Thorbjorn Olesen      | 264 (-24)             |
| 2015                                                                         | Victor Dubuisson      | 266 (-22)             |
| Turkish Airlines Open présenté par le ministère de la jeunesse et des sports |                       |                       |
| 2014                                                                         | Brooks Koepka         | 271 (-17)             |
| Turkish Airlines Open présenté par le ministère du tourisme et de la culture |                       |                       |
| 2013                                                                         | Victor Dubuisson      | 264 (-24)             |